# Pablo Darío López
Pablo Darío López (Lomas de Zamora, 4 giugno 1982) è un ex calciatore argentino, di ruolo centrocampista.